# ارزل
شهر ارزل (به فرانسوی: Herzele) در شهرستان الست در استان فلاندری شرقی در منطقه فلاندری در کشور بلژیک واقع شده‌است.